# Emma Pillsbury
Emma Pillsburry es un personaje de ficción de la serie de comedia estadounidense Glee. El personaje es interpretado por la actriz Jayma Mays, y ha aparecido en Glee desde su episodio piloto, emitido el 19 de mayo de 2009 en Estados Unidos. Emma fue desarrollado por los creadores de Glee Ryan Murphy, Brad Falchuk e Ian Brennan. Ella es la orientadora de la secundaria William McKinley en  Lima, Ohio, donde la serie es filmada. Emma padece de misofobia-un miedo obsesivo a los gérmenes y la contaminación- y está enamorada del director del Glee Club, Will Schuester (Matthew Morrison), sin embargo está comprometida con el entrenador de fútbol americano Ken Tanaka (Patrick Gallagher). Ken finalmente termina la relación en el día de su boda a causa de sus sentimientos por Will, y cuando Will deja a su esposa Terri (Jessalyn Gilsig), él y Emma se besan. Su relación es de corta duración, y en la segunda temporada, Emma y su nuevo novio, el dentista Carl Howell (John Stamos), se casan en Las Vegas.
A Mays le encanta interpretar a Emma, sobre todo porque el personaje no es un estereotipo de estilo televisivo, sino que más bien parece una persona real que se enfrenta a problemas reales. Mays ha realizado tres números musicales en la serie: «I Could Have Danced All Night» de My Fair Lady, «Like a Virgin» de Madonna, y «Touch-a, Touch-a, Touch-a, Touch Me» de The Rocky Horror Show. El último número fue originalmente parte de la audición de Mays; su interpretación enGlee, aclamó críticas positivas. Las canciones aparecen en los álbumes de la banda sonora de la serie y EP.
El personaje ha sido bien recibido por los críticos, incluyendo a Mike Hale de New York Times, quien elogió a Mays. Los críticos respondieron de buena forma al desarrollo de Emma y su relación junto a Will. Eric Goldman, de IGN escribió que su primer beso fue "difícil no sentirse bien". Por otro lado, Dan Snierson deEntertainment Weekly , sugirió que podría haber sido "más interesante" para salir de su romance no resuelto.